# Гольдштейн, Вида
Вида Джейн Мэри Гольдштейн (англ. Vida Jane Mary Goldstein, произносится /ˈvaɪdəˈɡoʊldstaɪn/, Вайда Голдстайн; 13 апреля 1869 — 15 августа 1949) — австралийская общественная деятельница, суфражистка, социальный реформатор. Она была одной из четырех женщин-кандидатов на федеральных выборах 1903 года — первых, на которых женщины получили право баллотироваться.
Ее семья переехала в Мельбурн в 1877 году, когда ей было около восьми лет, там она поступила в пресвитерианский женский колледж. Вслед за своей матерью Вида присоединилась к движению за женское избирательное право и вскоре стала одним из его лидеров, получив известность благодаря своим публичным выступлениям, и как редактор публикаций в поддержку всеобщего избирательного права. Несмотря на ее усилия, Виктория стала последним австралийским штатом, реализовавшим равные избирательные права, при этом женщинам не предоставлялось право голоса вплоть до 1908 года.
В 1903 году Гольдштейн безуспешно баллотировалась в Сенат как независимый кандидат, получив 16,8 % голосов. Она была одной из первых четырех женщин, баллотировавшихся в федеральный парламент, наряду с Селиной Андерсон, Нелли Мартель и Мэри Мур-Бентли, впоследствии Вида выдвигалась в парламент еще четыре раза и, несмотря на то, что ни разу не выиграла на выборах, отстояла своё право. Вида не просто находилась на стороне левых, но и имела настолько радикальные взгляды, что оттолкнула как широкую публику, так и некоторых своих соратников в женском движении.
После того, как избирательное право женщин было достигнуто, Гольдштейн оставалась известным борцом за права женщин и различные другие социальные реформы. Во время Первой мировой войны она была ярым пацифистом и помогла основать Антивоенную женскую армию мира. В дальнейшем Гольдштейн посвятила большую часть своего времени движению христианской науки. Ее смерть прошла практически незамеченной, и только в конце XX века ее вклады были доведены до сведения широкой публики.

## Биография
Вида родилась в Портленде, штат Виктория, в семье Джейкоба Гольдштейна, ирландского иммигранта, офицера викторианской гарнизонной артиллерии и Изабеллы (урожденной Хокинс). Джейкоб, родившийся в Корке, Ирландия, 10 марта 1839 года (в нем смешалась кровь поляков, евреев и ирландцев), прибыл в Викторию в 1858 году и поселился в Портленде. В 1867 году он получил звание лейтенанта в викторианской гарнизонной артиллерии и дослужился до полковника. 3 июня 1868 года он женился на Изабелле (1849—1916), старшей дочери скваттера шотландского происхождения Сэмюэля Праудфута Хокинса. Оба родителя были набожными христианами с сильным общественным сознанием. В семье было еще четверо детей после Виды — три дочери (Лина, Элси и Эйлин) и сын (Селвин).
Прожив в Портленде, а затем в Варрнамбуле, Гольдштейны переехали в Мельбурн. Здесь Джейкоб стал активно участвовать в благотворительной деятельности и социальной защите, тесно сотрудничая с Обществом благотворительной организации Мельбурна, Комитетом женских больниц, Домом мужчин Челтнема и трудовой колонией в Мельбурне Леонгата. Хотя Джейкоб был анти-суфражистом, он твердо верил в образование. Он нанял гувернантку для обучения своих четырех дочерей, затем Вида, как старшая, была отправлена в пресвитерианский женский колледж (1884). В 1890-х годах в Мельбурне началась депрессия и это отразилось на доходе семьи Гольдштейнов. Вида и её сестры Эйлин и Элли создали подготовительную школу совместного обучения в Сент-Килде. Открывшаяся в 1892 году школа «Инглтон» в течение следующих шести лет получила развитие и передислоцировалась из семейного дома на Алма-роуд.

## Избирательное право женщин и участие в политике
В 1891 году Изабелла Гольдштейн наняла 22-летнюю Виду для помощи в сборе подписей под петицией об избирательном праве женщин. Она оставалась на передовой женского движения в течение 1890-х годов, но ее основной интерес в этот период был связан с ее школьными и городскими социальными проблемами, особенно с Национальной лигой против потогонок (National Anti-Sweating League) и Общества криминологии (Criminology Society). Эта работа дала ей непосредственный опыт решения социальных и экономических проблем женщин, которые, по ее мнению, были результатом их политического неравенства. Благодаря этой работе она подружилась с Аннетт Беар-Кроуфорд, с которой она совместно боролась за социальные вопросы, включая права женщин и организацию возможности обращения в больницу королевы Виктории для женщин. После смерти Беар-Кроуфорда в 1899 году Гольдштейн взяла на себя гораздо большую роль в организации и лоббировании избирательного права и стала секретарем Объединенного совета по избирательному праву женщин. Она стала популярным оратором по женским вопросам, выступая перед переполненными залами в Австралии, а затем в Европе и Соединенных Штатах, где в 1902 году на Международной конференции по избирательному праву женщин (где она была избрана секретарем), предоставила все доводы в пользу избирательного права женщин перед комитетом Конгресса Соединенных Штатов и приняла участие в конференции Международного совета женщин. В 1903 году при поддержке недавно созданной Федеральной политической ассоциации женщин, она стала кандидатом в Сенат Австралии, став одной из первых женщин Британской империи, выдвинувшей свою кандидатуру на выборах в национальный парламент (австралийские женщины победили в борьбе за право голоса на федеральных выборах в 1902 г.). Она получила 51 497 голосов (почти 5 % от общего числа бюллетеней), но не смогла получить место в Сенате. Неудача побудила ее сосредоточиться на женском образовании и политической организации, что она и сделала через Женскую политическую ассоциацию (WPA) и свой ежемесячный журнал «Австралийская женская сфера», который она описала как «орган общения между, когда-то немногими, но теперь большинства, все еще разрозненных, сторонников этого дела». Она снова баллотировалась в парламент в 1910, 1913 (её секретарем по предвыборной кампании в этом году была Дорис Блэкберн, позже избранная в Австралийскую палату представителей) и 1914 годах. Её пятая и последняя попытка была в 1917 году на место в Сенате по принципу международного мира, и она окончательно лишила ее поддержки и так поредевших к тому времени голосов единомышленников. Осложняло ситуацию и её агрессивная манера ведения компании на радикально левых платформах.

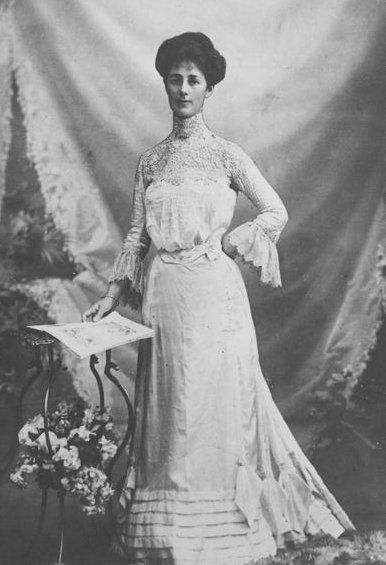
Вида Гольдштейн

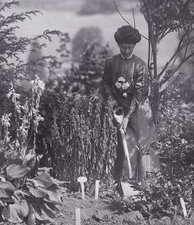
Вида Гольдштейн 1911 год

## Общественная деятельность
В период с 1890-х по 1920-е годы Гольдштейн активно поддерживала права женщин и их эмансипацию на различных форумах, включая Национальный совет женщин, Ассоциацию государственных служащих Виктории и Клуб женщин-писателей. Она активно лоббировала в парламенте такие вопросы, как равенство прав собственности, контроль рождаемости, законы о равной натурализации, создание системы судов по делам несовершеннолетних и повышение возраста вступления в брак. Её статьи в различных периодических изданиях и газетах того времени оказывали влияние на общественную жизнь Австралии в течение первых двадцати лет 20-го века. В 1909 году, закрыв «Сферу» в 1905 году, чтобы более плотно заняться кампанией за избирательное право женщин в Виктории, она основала вторую газету — Woman Voter. Именно она стала рупором для её последующих политических компаний. Среди австралийских суфражисток того периода Гольдштейн была одной из немногих, кому удалось завоевать международную репутацию. В начале 1911 года Гольдштейн посетила Англию по инициативе Женского общественно-политического союза. Её выступления по всей стране собирали огромные аудитории, а её тур презентовали как «самое большое событие, которое произошло в женском движении в это время в Англии». Она устраивала праздничные мероприятия для своей компании в Озёрном крае с организатором ливерпульской WPSU Элис Дэвис и с коллегой-активисткой и писателем Беатрис Харраден.
«Орлиный дом» возле Бата в Сомерсете стал домом для британских суфражисток, которые были освобождены из тюрьмы, их убежищем. Родители Мэри Блатуэй, хозяева этого дома, посадили аллею в честь достижений движения и в честь основных активисток: Эммелин Панкхёрст и Кристабель Харриет Панкхёрст, а также Энни Кенни, Шарлотт Деспард, Миллисент Фосетт и леди Литтон. Это место стало известно как «Дендрарий Энни» в честь Энни Кенни. Рядом находился также «Пруд Панкхерст». Вида была приглашена в «Орлиный дом», где имела честь посадить дуб, на который была установлена мемориальная табличка. Этот факт запечатлен на фотографии, которую сделал полковник Линли Блатуэйт. Ее поездка в Англию завершилась созданием Ассоциации женщин-избирателей Австралии и Новой Зеландии, организации, призванной гарантировать, что британский парламент сохранит законы об избирательном праве в своих колониях.
Выступление Виды Гольдштейн, в котором она говорила: что женщина представляет собой «ртуть в термометре расы. Ее статус показывает, до какой степени она выросла из варварства», цитировалось в массах, поскольку общество австралийских аборигенов и их культура, считались «белыми», Гольдштейн в том числе, «варварским», а женщины из числа коренного населения Австралии не имели права на гражданство или право голоса. О данном факте говорила австралийский историк-феминистка Патриция Гримшоу.
Сформировав в 1915 году Женскую армию мира, она приглашает в качестве руководителя Аделу Панкхёрст, которая только приехала из Англии. В 1919 году Вида принимает приглашение представлять австралийских женщин на Женской мирной конференции в Цюрихе. После трехлетнего отсутствия за границей её участие в австралийском феминисткам движении постепенно прекратилось, с роспуском Женской политической ассоциации и прекращением ее публикаций. Она продолжала вести кампанию по нескольким общественным направлениям и продолжала горячо верить в уникальный и беспрепятственный вклад женщин в общество. Ее сочинения более позднего времени стали явно более сочувствующими социалистическому и рабочему движению.

## Последние годы
В последние десятилетия ее жизни все больше внимания она уделяла вере и духовности как решению мировых проблем. Она активно участвовала в движении «христианской науки», церковь которого она помогла основать в Мельбурне. В течение следующих двух десятилетий она работала чтецом и народным целителем церкви. Несмотря на большое количество поклонников, она так и не вышла замуж, и последние годы жизни она жила со своими двумя сестрами, Эйлин (которая также не была замужем) и Элси (вдовой Генри Хайда Чемпиона). Вида Гольдштейн умерла от рака в своем доме в Саут-Ярра, штат Виктория, 15 августа 1949 года в возрасте 80 лет. Ее кремировали, а прах развеяли.

## Наследие и почести
Несмотря на то, что в те годы смерть Виды прошла незамеченной, позднее она была признана пионером суфражисток, важной фигурой в австралийской социальной истории, источником вдохновения для многих будущих женских поколений. Феминизм Второй волны привел к возрождению интереса к Гольдштейн, публикации новых биографических и журнальных статей.
В 1978 году улица в пригороде Канберры Чисхолм была названа Goldstein Crescent в честь ее вклада в качестве социального реформатора.
В её честь так же названы места в садах Парламента в Мельбурне и Портленде, штат Виктория. В 1984 году дивизион Голдштейн и электорат в Мельбурне были удостоены носить её имя. Женское избирательное лобби в Виктории назвало награду её именем, а 2008 год стал столетним юбилеем избирательного права женщин в этом штате.
Вида Гольдштейн — одна из шести австралийцев, чей вклад в развитие и опыт были удостоены упоминания в четырехсерийном телевизионном документальном сериале «Война, который изменила нас» об участии Австралии в Первой мировой войне. Она так же фигурирует, в роли главного персонажа, в романе Венди Джеймс «Из тишины», который повествует о деле Мэгги Хеффернан, молодой викторианской женщины, осужденной за то, что она утопила своего маленького сына в Мельбурне в 1900.